# تاندیکولام
تاندیکولام (به لاتین: Thaandikkulam) یک منطقهٔ مسکونی در سری‌لانکا است که در استان شمالی (سری‌لانکا) واقع شده‌است.